# Kassivere
Kassivere – wieś w Estonii, w prowincji Jõgeva, w gminie Palamuse.